# لاله‌بجان (ورزقان)
لاله‌بجان یکی از روستاهای استان آذربایجان شرقی است که در دهستان ازومدل شمالی بخش مرکزی شهرستان ورزقان واقع شده‌است.
همه سرنشینان ترک اذری هستند